# Doje Pieters van Zeeburgh
Doje Pieters van Zeeburgh (Usquert, 1 juli 1779 – Warffum, 12 april 1820) was een Nederlands burgemeester van Warffum.
Van Zeeburgh werd in 1779 geboren als zoon van Pieter Dojes en Barber Harms. Hij was maire van de Groningse gemeente Warffum vanaf 1808.
Van Zeeburgh trouwde te Warffum op 21 juni 1807 met Alagonda van Bolhuis (1784-1816), dochter van mr. Jan van Bolhuis. Hun kleinzoon Jan Bolhuis van Zeeburgh (1836-1880) was een bekend historicus.